# クラッシュ・バンディクー ブッとび3段もり!
『クラッシュ・バンディクー ブッとび3段もり!』（クラッシュ・バンディクー ブッとびさんだんもり!）は、アクティビジョンより2017年に発売されたゲームソフト。

## 概要
過去にノーティードッグが開発し、ソニー・コンピュータエンタテインメント（現在はソニー・インタラクティブエンタテインメント）がPlayStation用ソフトとして発売していた、『クラッシュ・バンディクー（以下：クラッシュ1）』、『クラッシュ・バンディクー2 コルテックスの逆襲!（以下：クラッシュ2）』、『クラッシュ・バンディクー3 ブッとび!世界一周（以下：クラッシュ3）』の3タイトルの海外版リマスターを一つに収録している。開発に使用されていたオリジナルコードが現在では利用できないため、キャラクターやステージのモデリングを作り直し、さらにはゲームシステムにも調整がなされており、リマスターというよりはリメイクに近いものとなっている。開発者であるダン・タングィ（Dan Tanguay）は「オリジナル版が皆様の大きな愛を受けているのはわかっている、だから当時のままにしておきたいこともあったんだ。N. Sane Trilogyは『リマスター+』だね。」と答えており、本作品を「リマスター+」と定義している。
2018年3月9日の『Nintendo Direct（ニンテンドーダイレクト）』で、Nintendo Switch版が2018年内の予定で発売されることが発表された。その他、Xbox One版とSteam版も発売された。ただし、Steam版は2018年4月現在日本語はサポートされていない。
また、2018年8月2日には強化版である『クラッシュ・バンディクー ブッとび3段もり!ボーナスエディション』（クラッシュ・バンディクー ブッとびさんだんもり!ボーナスエディション）が発売された。
2019年2月、アクティビジョンは2018年終了時点で、本作のワールドワイドでのセールスが1000万本を突破したと報告。

## ゲーム内容
各ステージをクリアし、次のエリアに進んでいくステージ制のアクションゲーム。敵に触れたり、穴に落ちると残機が減少していき、残機が0の状態でミスをするとゲームオーバーとなる。残機は、ステージ中に落ちているクラッシュの顔プレートを入手するか、リンゴを100個入手すると数を増やせる。基本的に一回ミスをすると残機が減少していくが、アクアクを連れているときはアクアクの取得枚数分（取得枚数は最大で2枚）身代わりとなり、攻撃から守ってくれる。アクアクを２枚もった状態でアクアクを取得すると一定時間無敵となり、敵の攻撃やトラップなどを一切受け付けなくなり、移動速度も速くなる。『クラッシュ1』で行うアクションは、敵を攻撃するスピンアタックとジャンプのみであり、後作に比べるとゲームスピードが遅めとなっている。『クラッシュ2』、『クラッシュ3』ではスライディングなどのアクションが追加されゲームスピードが増している。

『クラッシュ1』ではステージをクリアすれば次に進めるが、『クラッシュ2』、『クラッシュ3』ではステージ内にあるパワーストーンを入手してステージをクリアしなければ、ステージクリアとみなされない。ステージ内にある箱を全て壊してクリアしたり、特殊な条件を満たしたりすることでダイヤが入手できる。ダイヤを全て入手できれば、真のエンディングに到達となる。

一部のステージを除き、一度クリアしたステージを再度訪れると、タイムアタックに挑戦することができる。クリアタイムに応じて、サファイヤ、ゴールド、プラチナのいずれかのレリックを入手できる。

## 過去作との変更点
この項目の出典

### シリーズ全体
キャラクターデザインや演出に変更を加えられているものがあるが、ほとんどはオリジナル版を忠実に再現している。主な変更点としては、
- 全ての作品でオートセーブと手動セーブに対応。
- 『クラッシュ3』のみ対応していたタイムアタックが全作品に実装。
- プレイアブルキャラとして、ココ・バンディクーが登場。一部のステージを除き、ココでのステージ攻略が可能となった。

などが挙げられる。

### クラッシュ・バンディクー
後作のシステムを基にリマスターされているため、オリジナル版からの変更点が最も多い。

#### ボーナスステージ
オリジナル版でのボーナスステージでは、クリアすると進行をセーブするセーブポイントの役割を担っていた。オリジナル版では、一度ボーナスステージをクリアした状態で再度同じステージに挑戦しても、ボーナスステージに進むためのキーアイテムが再配置されず、同じコースには二度と挑戦することできなかった。本作品ではボーナスステージのセーブ機能は失われ『クラッシュ2』、『クラッシュ3』と同じく何度でも挑戦可能となった。また、オリジナル版では、ボーナスステージ内でミスすると、再度ボーナスステージに挑戦するために、ステージをやり直し再びキーアイテムを集める必要があったが、本作品ではミスをしてもすぐにリトライが可能となった。

#### パーフェクトダイヤ
オリジナル版ではステージ中一度でもミスをすると、たとえ箱を全部壊したとしてもダイヤを入手することはできなかった。本作ではステージ中にミスをしても、箱を全部壊してステージをクリアすればダイヤが入手可能となった。ただし、カラーダイヤを入手するステージでは、オリジナル版と同じように一度もミスせず、箱を全部壊してステージをクリアしなければダイヤを手に入れることはできない(ボーナスチャレンジでミスをしてもライフは減らないので例外である)。上記のボーナスステージの仕様の変更により、ボーナスステージの箱もダイヤの条件に含まれることになった。

#### ゴール前の箱の総数表示
『クラッシュ2』以降に導入されていたゴール手前にある、半透明の?箱に表示される「壊した箱の数とステージ内の箱の総数」が本作でも実装された。カラーダイヤを入手するステージでミスをすると、半透明のブロックに変化するようになった

#### 操作
オリジナル版では、アナログスティックに対応していなかったが、本作品では十字キー、アナログスティック両方での操作が可能となった。

#### 追加ステージ
オリジナル版で製品にコードが残っていたものの、没ステージとなっていた"Stormy Ascent"がダウンロードコンテンツとして販売が決定。海外では期間限定で無料配信され、日本国内でも8月3日から9月3日まで「あらしのこじょう」というタイトルで無料配信された。『ボーナスエディション』には最初からこのステージ収録されているほか、すでに本作を購入したユーザー向けに無料ダウンロードが行われる。

#### その他
- パプパプの体力が3から5に増えている。なお日本語版では当時も体力が5に設定されていたため、日本語版のユーザーから見たら体力はそのままとなっている。
- 「えんばんいわのはて」での最初のブリオのフェイス・トークンの場所が、オリジナル版ではシマ箱の中に入っていた(10回頭突きで壊れたときに入手可能)が、シマ箱の上に?箱が追加され、?箱の中に変更された。
- ダイヤの足場が、後作同様、統一された形になった。

### クラッシュ・バンディクー2 コルテックスの逆襲!
- コルテックスを撃破すると、通常の移動よりも早く移動できるスピードシューズを入手できる。オリジナル版では、『クラッシュ3』にのみ導入されていたアクションである。
- オリジナル版では、ボスと再戦するときに、特定のボタンを押しながらエレベーターで移動する必要があった。本作では、ワープルームにボス専用のゲートが設置された。
- 「ツルピカのゆきやま」の赤ダイヤの位置がより高い位置に変更。これにより、オリジナル版で可能だった正規ルートを無視した力技での入手が不可能となった。
- 秘密のワープルームがジャングルルームの更に下の階に配置された。このため、秘密のワープルームを一度でも発見さえすれば以降、通常のワープルームから簡単にアクセスが可能。

### クラッシュ・バンディクー3 ブッとび!世界一周
- 隠しステージ「はっけん！たんけんベイビーT」ではオリジナル版ではタイムアタックモードでも進路上にリンゴが残ったままだったが、本作では廃止になった。
- 空中ステージでは、ステージ名がリメイク前ではあるもののクラッシュとココが両方使えるステージとなっている。
- 逆にどちらか片方しか使えないのは、ボス戦、地中海及びバイクステージ(クラッシュ)、中国及び海上ステージ(ココ)の計5種類である。
- 『ボーナスエディション』に、『クラッシュ1』の没ステージ「滝のレベル」に『クラッシュ3』の「未来ステージ」の要素を合わせた「きんみらいステージ」が収録されている[12]。
- ポケットステーションが使用できないなどの理由からおまけムービー及びどこでもクラッシュくんは廃止となった。

### 『クラッシュ1』・『クラッシュ2』共通
- オリジナル版ではシマ箱を1回踏んで跳ねる、頭突きをするごとにリンゴが1個入手し、最大バウンド数が10回だったが、『クラッシュ3』同様に1回踏んで跳ねる、頭突きをするごとに2個入手するようになり、最大バウンド数が5回になった。

### 『クラッシュ2』・『クラッシュ3』共通
- オリジナル版では、ドクロの足場に乗ることで、ドクロの足場の効力が保存され、ステージ内のどこでミスをしてもドクロの足場は有効のままになる仕様だったが、本作ではドクロコースに移動することでドクロの足場の効力が保存されるものに変更。ドクロの足場を乗っただけでは効力が保存されないようになった。
- !ブロック（緑）を作動させてステージ内の全ニトロ箱を破壊する仕様が変更された。オリジナル版ではニトロ箱単体のみが破壊され、ニトロ箱に隣接する箱、ニトロ箱付近の箱は爆風で破壊されることはなかったが、本作では爆風で破壊できるようになった。

### 日本語版ローカライズ
- 日本語での吹き替え音声が収録されており、エヌ・ジン以外は当時と同じ声優である（エヌ・ジンは中田和宏から咲野俊介に変更）。原作日本版でクラッシュがいくつかキメゼリフを話していたのは日本向けの調整の一つであり、後述の理由により本作ではクラッシュ本人に吹き替え音声は存在しない。ただし、『クラッシュ3』タイトルコール内のクラッシュのボイスは山口勝平氏による新録である(2020年5月、有志による調査で判明)。そのため、例外的にここでのみ吹き替え音声が存在する。また、長年日本語版でコルテックスを担当していた飯塚昭三は次回作『クラッシュ・バンディクー4 とんでもマルチバース』には参加しておらず、2023年2月15日に死去したため本作が最後のシリーズ参加となった。
- 日本での販売は『クラッシュ・バンディクー カーニバル』以来、ソニーとなっているが、本作のローカライズは『スカイランダーズ スパイロの大冒険』と同様、アクティビジョンが行っており、難易度の簡易化やおまけムービー等の当時の日本向けに行われていた調整は再現されていない。その一方、販売元であるソニーの意向により、日本版のパッケージイラストは当時のデザインに近いものが採用されている[14]。Switch版はセガが販売を担当。
- オリジナル版では、タイムアタックで入手できる宝石の名前が「トロフィー」となっていたが、本作では「レリック」となっている。これはPlayStation 4版にあたり、やりこみ具合を表す指標と区別するためである。（海外版では元から「レリック」という名称である）
- オリジナル版では、難易度の簡易化のため、1の「あらしのこじょう」と「ゆうやけのはいきょ」のステージを入れ替えていた。本作ではステージの入れ替えはなされてはいないが、ステージ名は当時の日本語版と同じである。そのため、ステージ名とステージの内容がちぐはぐになっている。
- 1の「カメカメジャンプ」は高難易度につき日本版ではステージを短くする修正が行われたが、本作では海外版準拠のためオリジナルの長さに戻されている。
- 1のリザルト画面で、壊していない箱があった場合、日本版では頭上から1個の木箱が落下して壊れるという演出だったが、本作では海外版準拠のため、壊していない箱と同数の木箱が頭上に落下して壊れるという演出になっている。
- 2の石柱やピストンなどのトラップでクラッシュが圧死するアニメーションは、日本版では開発当時の1997年に発生した連続殺傷事件の殺害方法を連想させることから、オリジナルである頭部と靴が残る演出を削除していたが、本作では海外版準拠のため、日本版でもオリジナル同様の演出になった。
- 3の敵キャラである伝説の巨人作業員は、日本版では奇形児を連想させるということもあり頭が1つだったが、本作では海外版をベースにしているため、日本版でも頭が2つになった。
- テキストやキャラクターのセリフにいくつかミスが見られる。ゲーム起動時のオートセーブの注意書きで「ブッとび3段もり!」と表記すべきところが「ブッとび3もり」に誤記されていたり、1の「えんばんいわの ジャングル」ではロード画面でのヒントで「TNT箱」と表記すべきところを「ニトロ箱」と誤って表記されている。また、2でのコルテックスによるパワーストーンの説明で、アイテムを飾る窪みはオリジナル版では入り口の上部、本作では入り口の左側に設置されているにもかかわらず、本作ではオリジナル版のセリフのままになっており改変されていない。同様に3のアクアクが話すイベントシーンで、本作では使用しない「セーブ・ロードスクリーン」の説明を行っており、そちらも本作用のセリフに改変されておらず、オリジナル版のままである。
- ボーナス・エディションの追加に伴い、一部のキャラの台詞も追加されている（タイニーの「コルテックス、お面被って」の前に「ウカウカ」、「パワーストーン持ってる」の前に「クラッシュ、ココ」の台詞、ディンゴがやられた際の台詞「俺っちの負けだよ…でも、気ぃつけな。この先は厳しいからよ…」が追加前は削除されていたが、追加後に復活した等）。

## ボタン対応表
|              | PlayStation 4 | Xbox One     | Nintendo Switch |
| ------------ | ------------- | ------------ | --------------- |
| 十字ボタン   | 十字ボタン    | 十字ボタン   | 十字ボタン      |
| タッチパッド | タッチパッド  | -            | タッチパネル    |
| L3スティック | L3スティック  | 左スティック | 左スティック    |
| R3スティック | R3スティック  | 右スティック | 右スティック    |
| △            | △             | Y            | Y               |
| ○            | ○             | B            | B               |
| ×            | ×             | A            | A               |
| □            | □             | X            | X               |
| L            | L1・L2        | LT・LB       | L・ZL           |
| R            | R1・R2        | RT・RB       | R・ZR           |
| OPTIONS      | OPTIONS       | MENU         | +               |
| SHARE        | SHARE         | VIEW         | -               |